# (612149) 2000 CJ105
(612149) 2000 CJ105, também escrito como (612149) 2000 CJ105, é um objeto transnetuniano que está localizado no cinturão de Kuiper, uma região do Sistema Solar. Este corpo celeste é classificado como um cubewano. Ele possui uma magnitude absoluta de 6,08 e tem um diâmetro estimado com cerca de 287 quilômetros. O astrônomo Mike Brown lista este objeto em sua página na internet como um candidato a possível planeta anão.

## Descoberta
(612149) 2000 CJ105 foi descoberto no dia 5 de fevereiro de 2000 pelo astrônomo Marc W. Buie.

## Órbita
A órbita de (612149) 2000 CJ105 tem uma excentricidade de 0,102 e possui um semieixo maior de 44,414 UA. O seu periélio leva o mesmo a uma distância de 39,877 UA em relação ao Sol e seu afélio a 48,950 UA.